# Арал (Иссык-Кульская область)
Арал (кирг. Арал) — село в Тюпском районе Иссык-Кульской области Кыргызстана. Входит в состав Аралского аильного округа. Код СОАТЕ — 41702 225 810 02 0.

## Население
По данным переписи 2009 года, в селе проживало 1574 человека.